# ایوسکالتل–ایوسکادی
ایوسکالتل-ایوسکادی (اسپانیایی: Euskaltel–Euskadi‎) یک تیم دوچرخه‌سواری در کشور اسپانیا بود.
این تیم در سال ۱۹۹۴ تأسیس و در سال ۲۰۱۳ منحل شده است.

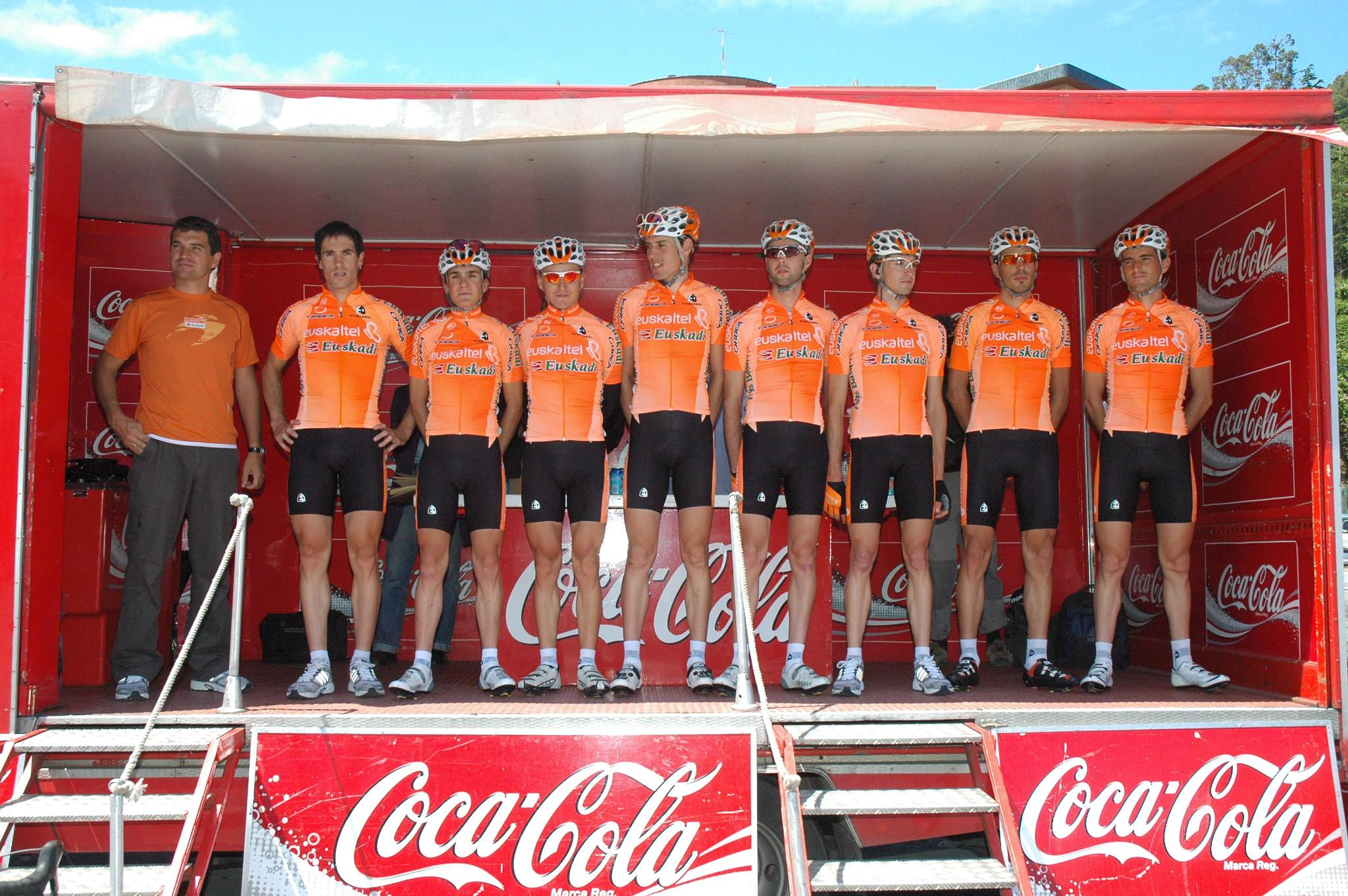
Euskaltel-Euskadi team in 2008